# Leroy (Pennsylvania)
Leroy  è una township degli Stati Uniti d'America, nella contea di Bradford nello Stato della Pennsylvania. Secondo il censimento del 2000 la popolazione è di 627 abitanti.

## Società

### Evoluzione demografica
La composizione etnica vede una maggioranza di quella bianca (98.88%), seguita da quella asiatica e afroamericana (0,16%) dati del 2000.
| township di Leroy Popolazione |     |
| 2000                          | 627 |
| Stima al 2009                 | 623 |